# Germaines
Germaines ist eine französische Gemeinde mit 50 Einwohnern (Stand 1. Januar 2022) im Département Haute-Marne in der Region Grand Est. Sie gehört zum Kanton Villegusien-le-Lac und zum Arrondissement Langres. 

## Geografie
Die Gemeinde Germaines liegt in einem Seitental der oberen Aube, 25 Kilometer westlich von Langres. Sie ist umgeben von folgenden Nachbargemeinden:
| Arbot           | Aulnoy-sur-Aube                             | Bay-sur-Aube |
|                 | Kompassrose, die auf Nachbargemeinden zeigt |              |
| Colmier-le-Haut |                                             | Auberive     |

## Bevölkerungsentwicklung
| Jahr                       | 1962 | 1968 | 1975 | 1982 | 1990 | 1999 | 2008 | 2018 |
| -------------------------- | ---- | ---- | ---- | ---- | ---- | ---- | ---- | ---- |
| Einwohner                  | 68   | 84   | 75   | 57   | 45   | 34   | 29   | 45   |
| Quellen: Cassini und INSEE |      |      |      |      |      |      |      |      |

## Sehenswürdigkeiten
- Kirche Saint-Maurice von 1736